# Loudon (Tennessee)
Loudon település az Amerikai Egyesült Államok Tennessee államában, Loudon megyében, melynek megyeszékhelye is. Lakosainak száma 5991 fő (2020. április 1.).

## Népesség
A település népességének változása:

| 2010 | 5 381 |
| 2020 | 5 991 |